# Premosello-Chiovenda
Premosello-Chiovenda (Premusel in dialetto ossolano) è un comune italiano di 1 833 abitanti parte della provincia del Verbano-Cusio-Ossola in Piemonte. Parte del suo territorio è compresa nel Parco nazionale della Val Grande.
L'antico nome di Premosello venne trasformato col Decreto del presidente della Repubblica 10 dicembre 1959, n. 1221 in Premosello-Chiovenda in onore del giurista Giuseppe Chiovenda (Premosello, 1872-1937).
La località è meta di escursionismo.alpino.

## Storia

### L'eccidio di Premosello
Il 29 agosto 1944, un'azione di rappresaglia delle truppe nazifasciste contro i partigiani che combattevano per la libertà portò all'uccisione di cinque persone.

### Simboli
Lo stemma e il gonfalone sono stati concessi con decreto del presidente della Repubblica del 6 marzo 1950.

## Monumenti e luoghi d'interesse
Nel paese sono degni di nota:
- a Cuzzago la Chiesa della Madonna dello Scopello e la chiesa di San Martino, che custodisce alcune statue di Giovanni Angelo Del Maino
- nel capoluogo la Chiesa Parrocchiale di Maria Vergine Assunta, l'Oratorio Sant'Agostino e l'Oratorio Sant'Anna
- nella frazione Colloro l'Oratorio di San Gottardo risalente al XVI secolo
- a Capraga l'Oratorio San Bernardo
- nell'alpeggio l'Oratorio Alpe Lut.[7]
- Bareola e Ponte di Luet

## Società

### Evoluzione demografica
Abitanti censiti

## Geografia antropica

### Frazioni
Nel territorio comunale sono comprese le frazioni di Capraga, Colloro e Cuzzago (comune autonomo fino al 1928).

## Amministrazione
Di seguito è presentata una tabella relativa alle amministrazioni che si sono succedute in questo comune.
| Periodo          | Periodo         | Primo cittadino                | Partito                                          | Carica              | Note   |
| ---------------- | --------------- | ------------------------------ | ------------------------------------------------ | ------------------- | ------ |
| 24 aprile 1995   | 14 giugno 1999  | Aldo Panighetti                | centro                                           | Sindaco             | [ 12 ] |
| 14 giugno 1999   | 14 giugno 2004  | Giuseppe Monti                 | lista civica                                     | Sindaco             | [ 12 ] |
| 14 giugno 2004   | 8 giugno 2009   | Giuseppe Monti                 | lista civica                                     | Sindaco             | [ 12 ] |
| 8 giugno 2009    | 10 maggio 2010  | Piera Magistris                | lista civica                                     | Sindaco             | [ 12 ] |
| 31 maggio 2010   | 16 maggio 2011  | Salvatore Rosario Pasquariello |                                                  | Comm. straordinario | [ 12 ] |
| 16 maggio 2011   | 6 giugno 2016   | Giuseppe Monti                 | lista civica Colloro-Premosello-Cuzzago          | Sindaco             | [ 12 ] |
| 6 giugno 2016    | 26 gennaio 2021 | Giuseppe Monti                 | lista civica Colloro-Premosello-Cuzzago          | Sindaco             | [ 12 ] |
| 11 febbraio 2021 | 4 ottobre 2021  | Gaetano Losa                   |                                                  | Comm. straordinario | [ 12 ] |
| 4 ottobre 2021   | in carica       | Elio Fovanna                   | lista civica Premosello Chiovenda Punto e a Capo | Sindaco             | [ 12 ] |

Fa parte dell'unione di comuni montana delle Valli dell'Ossola.